# Theo Bair
Theo Bair (Ottawa, 1999. augusztus 27. –) kanadai válogatott labdarúgó, a francia Auxerre csatára.

## Pályafutása

### Klubcsapatokban
Bair a kanadai fővárosban, Ottawában született. Az ifjúsági pályafutását a helyi West Ottawa csapatában kezdte, majd a Vancouver Whitecaps-nél folytatta.
2019-ben mutatkozott be a Vancouver Whitecaps első osztályban szereplő felnőtt keretében. A 2021-es szezon második felében a norvég HamKamnál szerepelt kölcsönben. 2022 januárjában a skót első osztályban érdekelt St. Johnstone szerződtette. 2023 nyarán a Motherwell csapatához igazolt. 2024. július 16-án négyéves szerződést kötött a francia Auxerre együttesével. Először a 2024. augusztus 18-ai, Nice ellen hazai pályán 2–1-re megnyert mérkőzésen lépett pályára.

### A válogatottban
Bair az U20-as és az U23-as korosztályú válogatottakban is képviselte Kanadát.
2020-ban debütált a felnőtt válogatottban. Először a 2020. január 7-ei, Barbados ellen 4–1-es győzelemmel zárult barátságos mérkőzés 71. percében, Tesho Akindelét váltva lépett pályára, majd 6 perccel később megszerezte első válogatott gólját is.

## Statisztikák
2024. augusztus 25. szerint

| Klub                | Szezon   | Osztály              | Bajnokság | Bajnokság | Kupa  | Kupa | Nemzetközi | Nemzetközi | Összesen | Összesen |
| Klub                | Szezon   | Osztály              | Meccs     | Gól       | Meccs | Gól  | Meccs      | Gól        | Meccs    | Gól      |
| ------------------- | -------- | -------------------- | --------- | --------- | ----- | ---- | ---------- | ---------- | -------- | -------- |
| Vancouver Whitecaps | 2019     | MLS                  | 17        | 2         | 1     | 0    | —          | —          | 18       | 2        |
| Vancouver Whitecaps | 2020     | MLS                  | 17        | 1         | 0     | 0    | —          | —          | 17       | 1        |
| Vancouver Whitecaps | 2021     | MLS                  | 4         | 0         | 0     | 0    | —          | —          | 4        | 0        |
| HamKam (kölcsönben) | 2021     | OBOS-ligaen          | 17        | 4         | 1     | 0    | —          | —          | 18       | 4        |
| St. Johnstone       | 2021–22  | Scottish Premiership | 7         | 0         | 0     | 0    | —          | —          | 7        | 0        |
| St. Johnstone       | 2022–23  | Scottish Premiership | 27        | 1         | 4     | 0    | —          | —          | 31       | 1        |
| Motherwell          | 2023–24  | Scottish Premiership | 38        | 15        | 3     | 0    | —          | —          | 41       | 15       |
| Auxerre             | 2024–25  | Ligue 1              | 2         | 0         | 0     | 0    | —          | —          | 2        | 0        |
| Összesen            | Összesen | Összesen             | 129       | 23        | 9     | 0    | 0          | 0          | 138      | 23       |

### A válogatottban
| Válogatott | Év       | Pályára lépés | Gól |
| ---------- | -------- | ------------- | --- |
| Kanada     | 2020     | 2             | 1   |
| Kanada     | 2024     | 1             | 0   |
| Összesen   | Összesen | 3             | 1   |

#### Góljai a válogatottban
| # | Időpont         | Helyszín                                                       | Ellenfél | Gólok | Eredmény | Kiírás              |
| - | --------------- | -------------------------------------------------------------- | -------- | ----- | -------- | ------------------- |
| 1 | 2020. január 7. | Championship Soccer Stadion, Irvine, Amerikai Egyesült Államok | Barbados | 4–1   | 4–1      | Barátságos mérkőzés |

## Sikerei, díjai
HamKam
- OBOS-ligaen
  - Feljutó (1): 2021